# Успенский Трифонов монастырь
Успе́нский Три́фонов монастырь (Вя́тский во имя Успе́ния Пресвято́й Богоро́дицы Трифонов монастырь) — мужская обитель во имя Успения Пресвятой Богородицы в 500 метрах от берега реки Вятка в городе Кирове (бывший Хлынов, Вятка). Монастырь основан святым Трифоном Вятским в 1580 году. Архитектурный ансамбль монастыря имеет статус памятника архитектуры федерального значения. Здесь расположен кафедральный собор Вятской митрополии — Успенский собор, построенный в 1684—1689 годах (старейшее здание Вятки).

## История
Основан в 1580 году преподобным Трифоном Вятским, пришедшим сюда из чусовских владений солепромышленников Строгановых, на южном берегу Засорного оврага, на месте двух древних кладбищенских церквушек. Сначала он поставил деревянный храм во имя Благовещения, а около 1599 года — уникальную деревянную Успенскую церковь с шестью разновысокими шатрами, о которой дозорная книга Фёдора Рязанцева (1601) сообщает:
На Вятке в Хлынове городе монастырь стал… а внём соборный во имя Успения… деревян, круглой, о шти приделах и шти верхах, сооружение мирское всех вятских пяти городов.

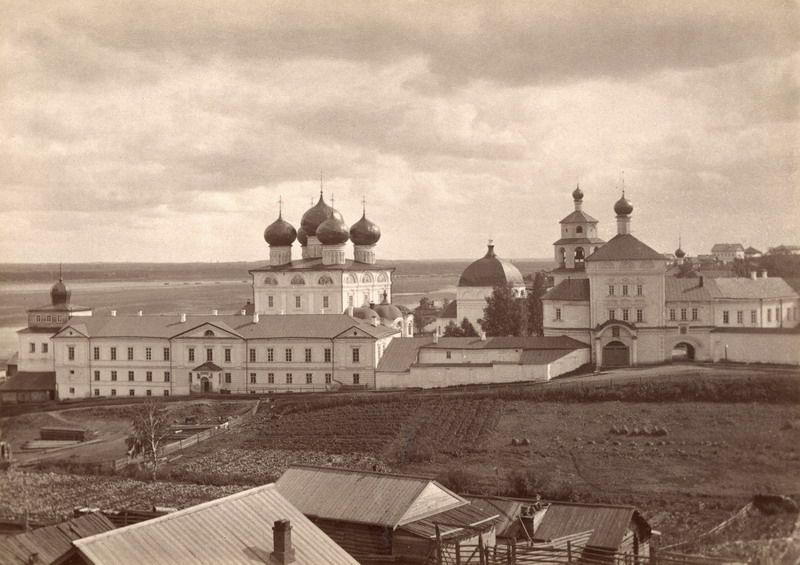
Мужской Трифонов монастырь в начале 1900-х гг.

Рядом с обителью вскоре выросли две монастырские слободки — малая, за монастырём, которую назвали Кикиморской, и большая, у самого монастыря, которую часто поэтому называли Заоградной. В течение первого века своего существования Успенский монастырь оставался деревянным и полностью сохранил свою первоначальную планировку, живописно дополняя силуэт города. В последующем столетии деревянные монастырские храмы, ограда, хозяйственные постройки и жилые здания постепенно были перестроены в камне. Основатель монастыря Трифон скончался в 1612 году и был погребён в Успенском монастыре, ныне носящем его имя.
Среди детей боярских, служивших в XVII—XVIII веках на архимандритском дворе, известны фамилии Холуевых, Вепрёвых и др. В 1856—1857 годах в монастыре проходил послушание будущий святитель Мелетий (Якимов).
В 1918 году монастырь был закрыт, Успенский собор ещё 11 лет продолжал действовать как приходской храм (под контролем обновленцев). Монахи (их было перед революцией 15 человек) отправлены в «кизеловский концлагерь», известный тяжёлыми условиями содержания. В 1935 году были снесены часть ограды и колокольня, к 1942 году южная стена и угловые башни были разобраны на кирпич. В монастырских зданиях были устроены коммунальные квартиры и общежития, сюда же въехала швейная фабрика, было налажено производство хлебопродуктов. Для производственных нужд на территории монастыря была выстроена мазутная котельная. Дореволюционный иконостас сохранился только в Успенском соборе, который был приспособлен для размещения архива.
В послевоенный период Трёхсвятительская и Никольская церкви поступили в распоряжение областного управления культуры. Первые реставрационные работы в зданиях монастыря, пришедших в крайнюю ветхость, были проведены в 1950-х годах; новая реставрационная кампания пришлась на 1980-е годы. Утверждается, что при проведении работ были выявлены древние подземные ходы, ведущие в близлежащий женский монастырь. Собор был передан в безвозмездное пользование епархии в 1989 году, через два года был возобновлён и весь монастырь.
Монастырский некрополь был уничтожен в 1930-х годах. В конце XX века на территорию монастыря стали свозить старинные надгробные памятники, преимущественно с разрушенного городского Богословского кладбища.

## Настоятели

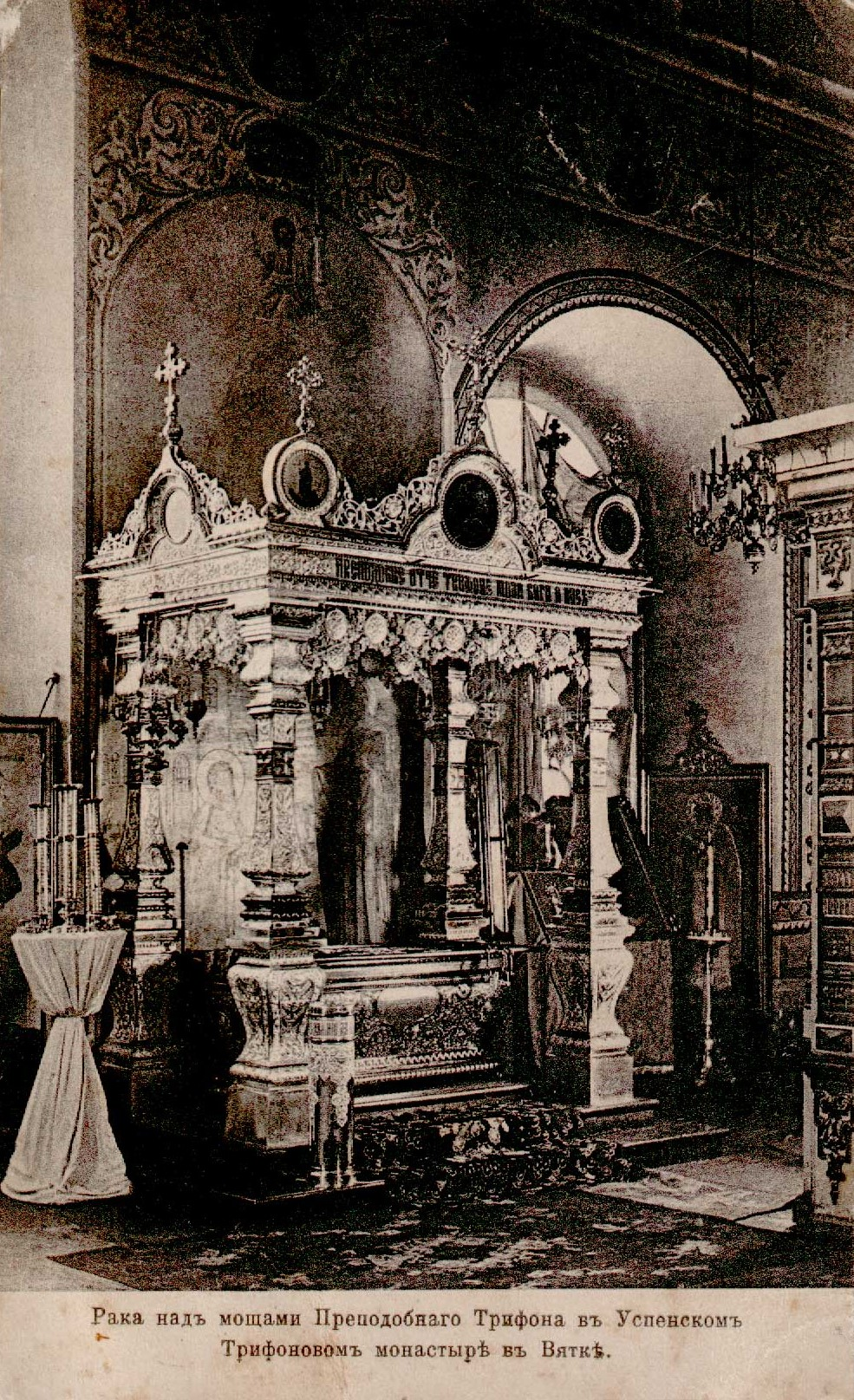
Рака над мощами преподобного Трифона, 1900-е годы

Список настоятелей приведён по книге Е. В. Кустовой.
- Трифон (Подвизаев), строитель (1580—1590), игумен (1590—1600), архимандрит (1600/1601 — 1608 год)
- Иона I (Мамин), здесь и далее архимандрит (1608—1617/18)
- Иона II (Колязин) (1617/1618—1631)
- Герасим (Путников) (1631—1633)
- Иосиф I (1634)
- Герасим (Путников) (1635—1638)
- Александр I (1641—1647)
- Иоаким (1648/49—1653)
- Александр II (1653)
- Моисей (1654—1657/1658)
- Сергий (Колачников) (1659—1670)
- Иов (1673—1675)
- Иоиль (1675—1679)
- Александр III (Лопатин) (1679—1715)
- Парфений (Катаев) (1715—1731)
- Пафнутий (1731—1733)
- Александр (Корчемкин) (1733—1734)
- Лаврентий (Полторацкий) (1734—1735) (наместник)
- Павел (Вотинов) (1739—1740)
- Даниил (Щепин) (1740—1744)
- Иоасаф (Потёмкин) (1744—1751[5])
- Никон (1752—1755)
- Давид (1755—1764)
- Софония (Македонский) (1764)
- Андрей (Таршевский) (1764—1771)
- Поликарп (Павловский) (1772—1774)
- Транквиллин (1774—1776)
- Каллист (Звенигородский) (1776—1796)
- Лаврентий (Долматов) (1796—1800)
- Мисаил (Сапожников) (1800—1817)
- Иустин (Сементовский) (1817—1823)
- Феофилакт (Пинегин) (1824—1829)
- Иероним (Нестеровский) (1829—1834)
- Никодим (Казанцев) (19 марта 1835 — 1841)
- Амвросий (Красовский) (1841—1868)

Епископы Сарапульские
- Геннадий (Левицкий) (23 января 1868 года — 1872)
- Палладий (Пьянков) (1872—1877)
- Павел (Вильчинский) (1877—1878)
- Нафанаил (Леандров) (1878—1882)
- Тихон (Троицкий-Донебин) (1882—1886)
- Никон (Богоявленский) (1888—1889)

Епископы Глазовские
- Никон (Богоявленский) (1889—1893)
- Симеон (Покровский) (1893—1894)
- Варсонофий (Курганов) (1894—1904)
- Филарет (Никольский) (январь — ноябрь 1904 года)
- Павел (Поспелов) (1905—1918)[6]

Митрополит Вятский и Слободской
- Марк (Тужиков) (с октября 2011 года)[7]

наместники
- Иов (Муравьёв) (25 сентября 1991 года — 5 октября 2011 года)
- Феодор (Рулев) (с 16 марта 2012 года — 24 октября 2024 года)
- Иов (Муравьёв) (с 24 октября 2024 года)

## Бывшие владения

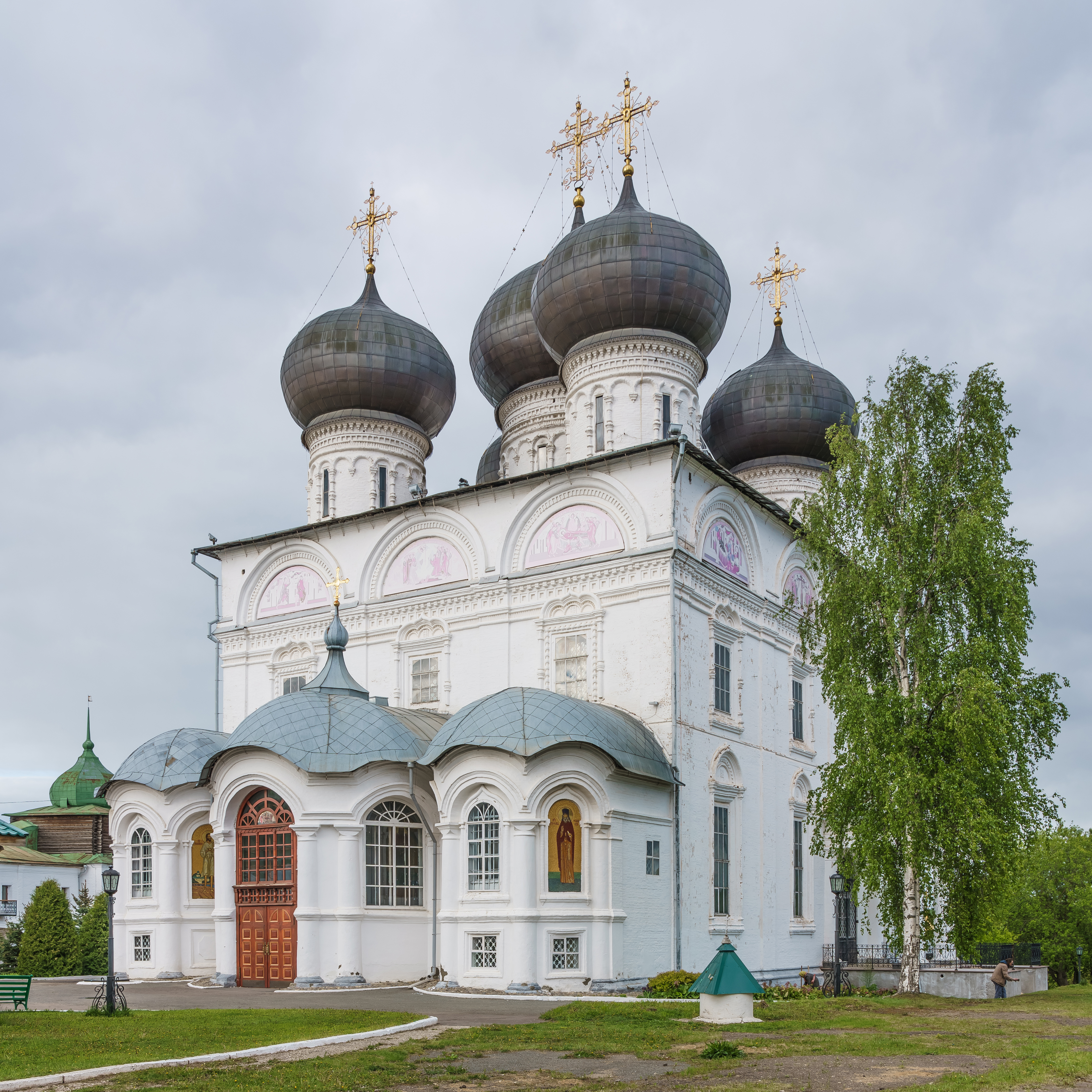
Успенский собор монастыря

Царь Фёдор I Иоаннович подписал 31 декабря 1595 (10 января 1596) года Грамоту об отводе во владение Вятскому Успенскому монастырю Вобловицкой волости Слободского уезда. Из этой волости только починок, а позднее деревня Путятинская, упоминается ранее, в «Сотой грамоте» от 31 декабря 1590 (10 января 1591) года в числе земель Трифонова монастыря. Тогда на территории Вобловицкой волости имелись погост с церковью во имя святого Ильи пророка (будущее село Полом), две деревни и 44 починка. Согласно переписи, здесь в 67 дворах проживали 84 человека (мужского пола работоспособного возраста, с учётом этого общее число душ приближалось к 300). К этому времени вобловицкие крестьяне имели около 180 гектаров пашни и около 70 сенокосных угодий.
Грамота от 1629 года свидетельствует, что в состав Вобловицкой вотчины входили четыре села: Нагорское, Мулино, Синеглинье и Спасское (Вобловица), а также несколько приписанных к ним деревень и починков по рекам Вятке, Кобре, Вобловице, Иванцовке и Роговке. Количество дворов в вотчине не показано. По переписи 1678 года, в этих местах обитало крестьян: 184 мужского и 204 женского пола.
В 1595 году монастырь получил новые незаселённые земли Казанского уезда, основав там к 1601 году первое поселение Полянки на реке Вятке (Вятские Поляны), заселив его своими крестьянами с Вобловицкой волости и Хлынова.
Позже монастырь был наделён пустыми землями в Сунской и Кырчанской волостях, заселяя их крестьянами из своих старых вотчин.

## Архитектурный ансамбль

Схема Трифонова монастыря в Вятке. Белое - уничтоженные строения.

Ранее близ Трифонова монастыря, по Засорному оврагу, протекала река Сорка, впадая неподалёку в Вятку. В начале XX века она исчезла, в связи застройкой оврага. 
1. Собор Успения Богородицы (1684—1689)
2. Никольская Надвратная церковь (1692—1695)
3. Колокольня (1714, 1764, разобрана в 1935 году, воссоздана в 1994—1995 годах)
4. Трёхсвятительская церковь (1711—1717)
5. Благовещенская церковь (1728)
6. Настоятельские палаты (1719, 1818)
7. Братский корпус (1742, 1831)
8. Северо-восточная башня (1742)
9. Северо-западная башня (1742, воссоздана в 1993 году)
10. Монастырская караульня (1740-е)
11. Братские кельи и семинария (1764)
12. Юго-западная башня (1774—1775, воссоздана в 1994 году)
13. Юго-восточная башня (1774—1775)
14. Монастырская поварня (1769)
15. Часовня Трифона Вятского (1684, в советское время снесена, воссоздана по новому проекту в 1990 году)
16. Пансион для воспитанников семинарии и духовного училища (1856)
17. Летний дом настоятеля в саду (1849)

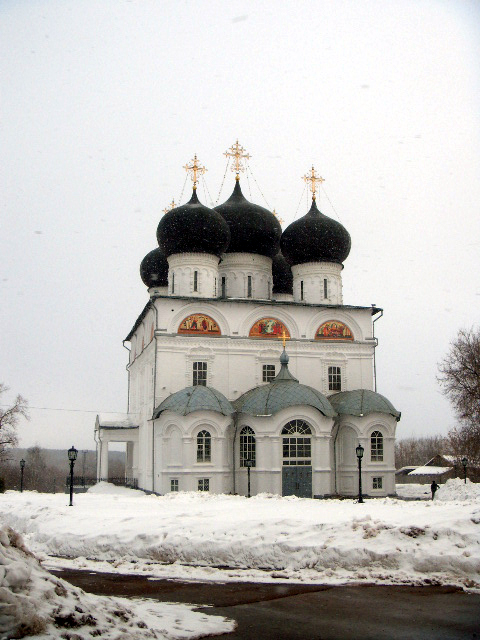
Успенский кафедральный собор
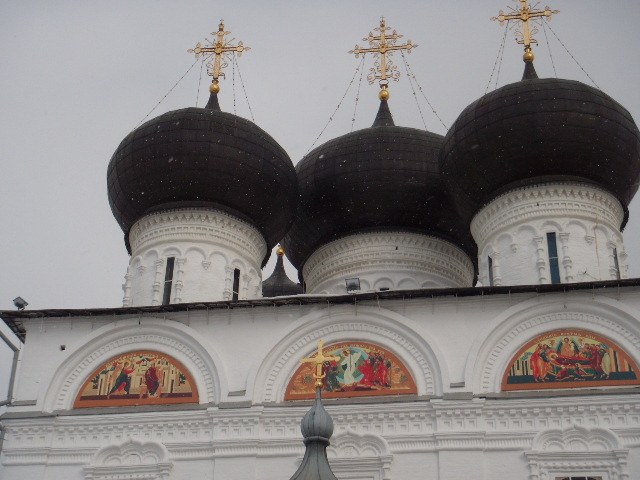
Купола Успенского собора
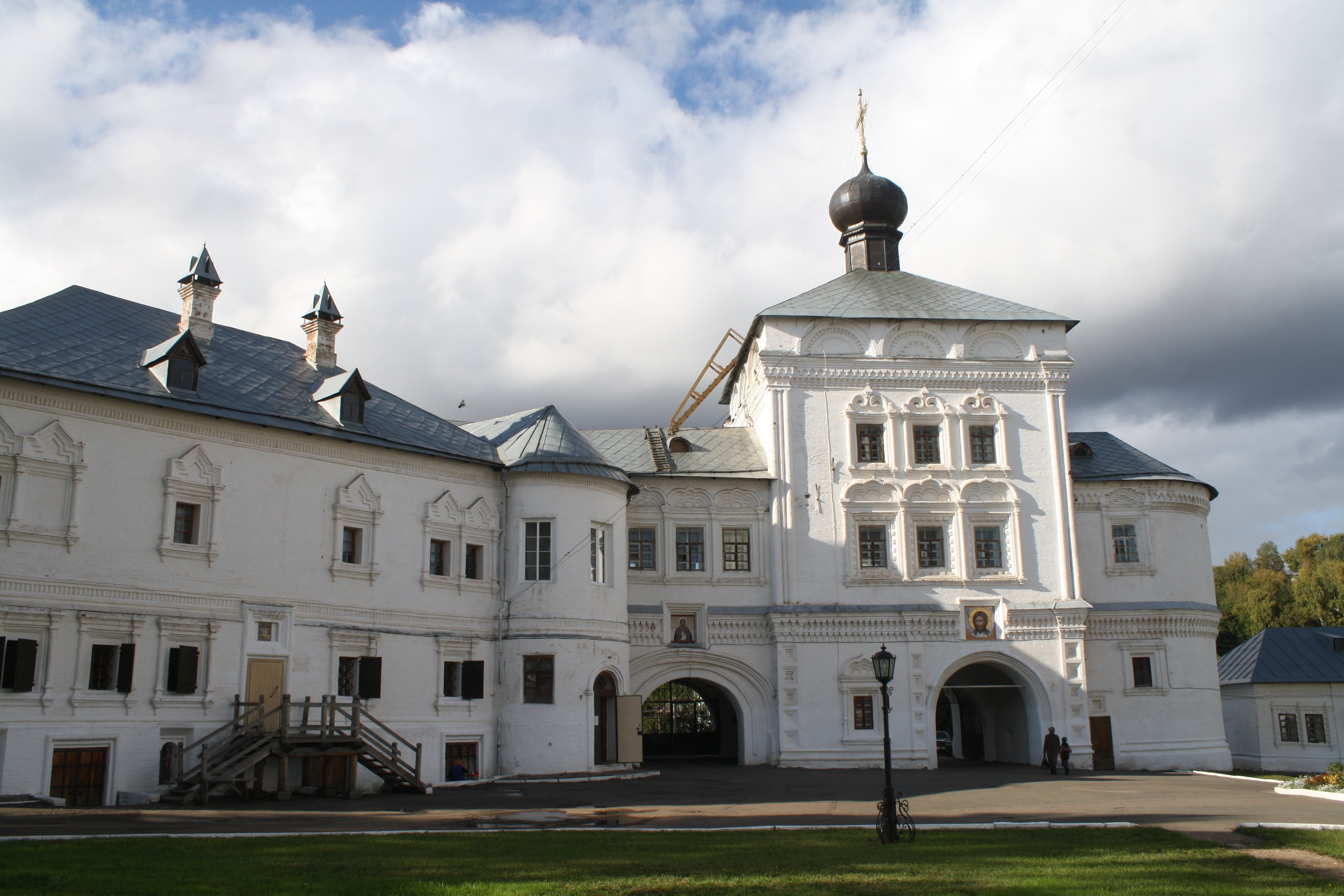
Никольская надвратная церковь
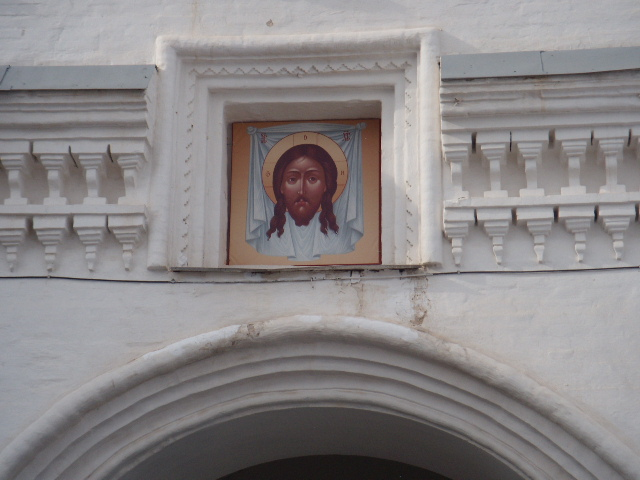
Икона над воротами Никольской церкви
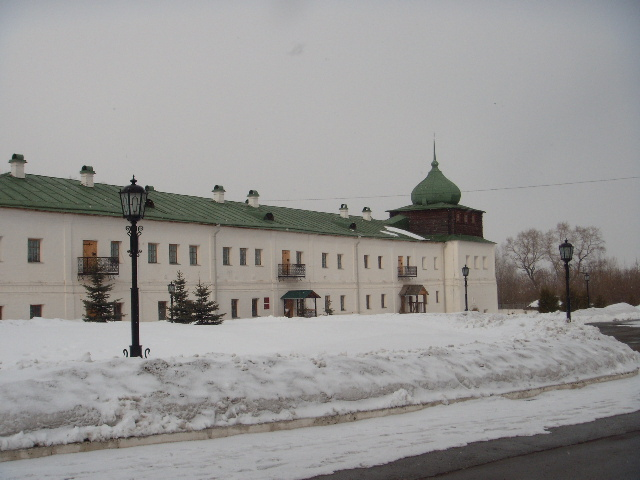
Братские кельи
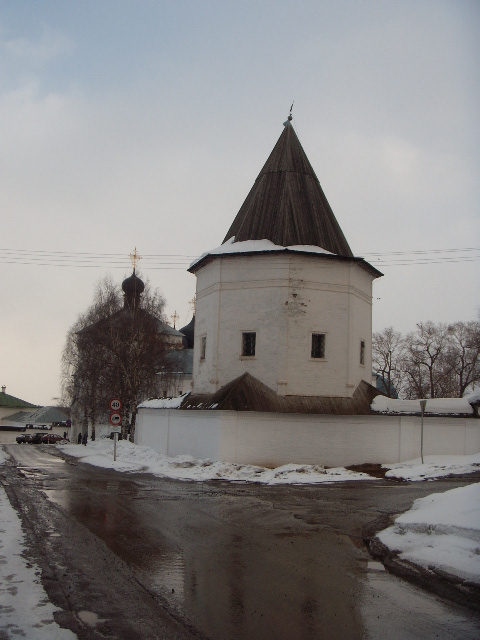
Северо-западная башня
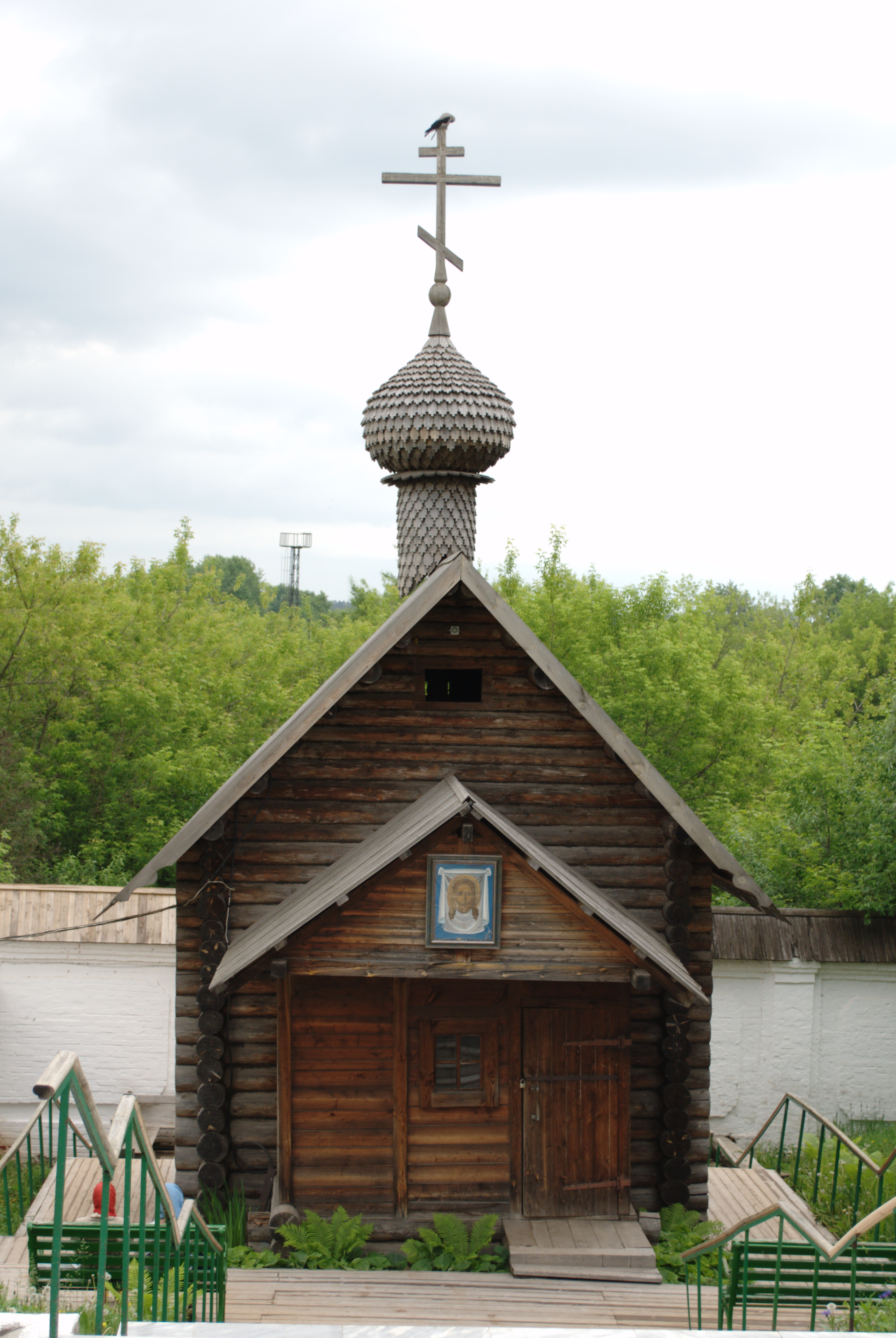
Часовня Трифона Вятского
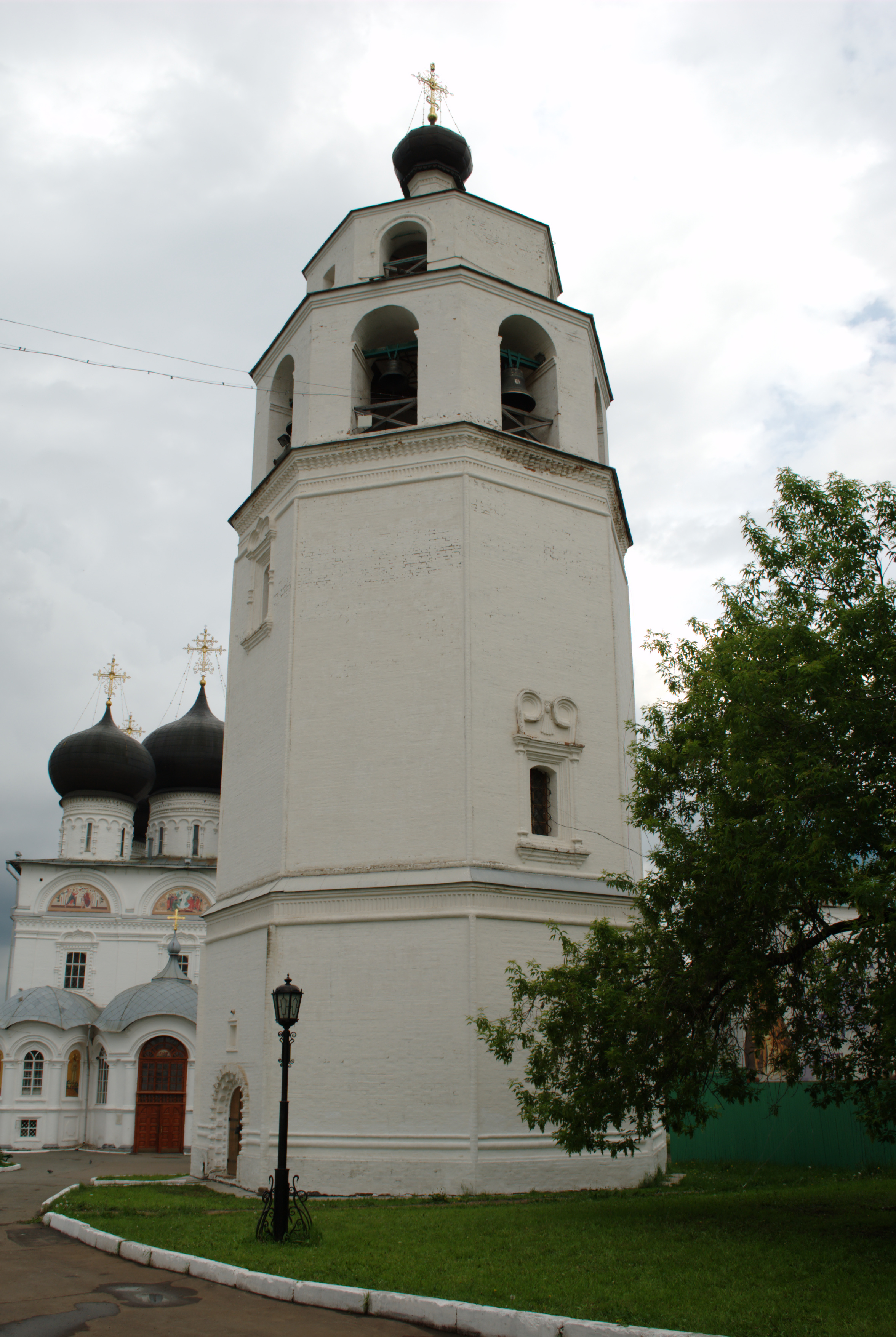
Колокольня
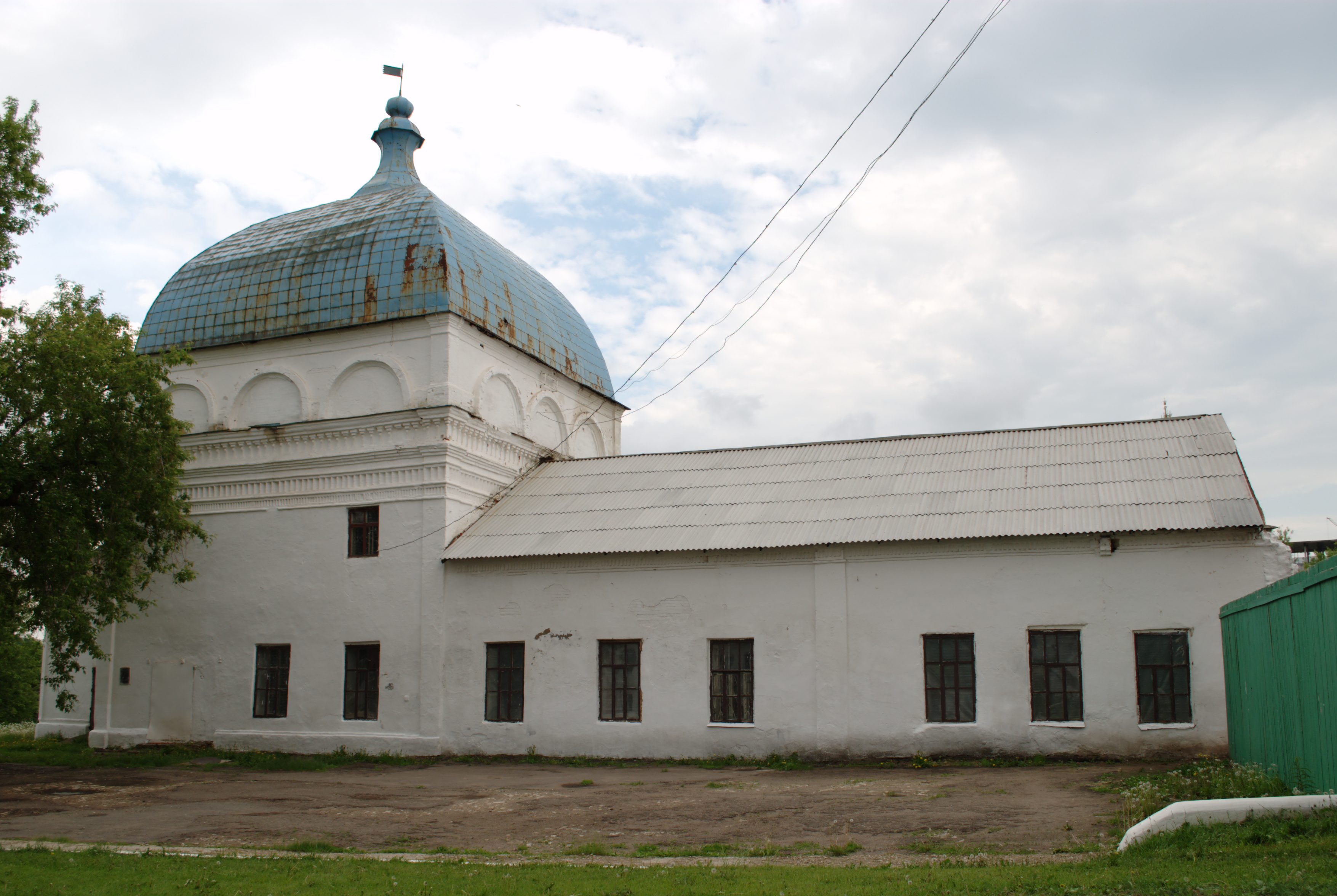
Благовещенская церковь